# Hønefoss BK
Maillots
Dernière mise à jour : 21 mars 2025.
Le Hønefoss BK est un club norvégien de football basé à Hønefoss.

## Histoire
L'IF Liv est fondé le 4 février 1895. Il fusionne avec le Fossekallen IF en 1987 pour former « Liv/Fossekallen », rebaptisé « L/F Hønefoss » en 1997, puis « Hønefoss BK » en 2002.
Vice-champion de deuxième division en 2009, le club accède à la première division en 2010. Il se classe 14e et doit disputer les barrages pour se maintenir. La demi-finale se joue contre Ranheim Fotball. La qualification se joue aux prolongations et Hønefoss se qualifie grâce à un but de Madiou Konaté à la 119e minute. Lors de la finale qui se joue en match aller-retour, Hønefoss rencontre Fredrikstad FK. Après une défaite à domicile 1-4, Hønefoss perd à Fredrikstad 4-0 et redescend en deuxième division.
Le club remporte le championnat de deuxième division en 2011 et remonte donc dans l'élite. Il termine la saison 2012 à la 13e place, celle de premier non-relégable. Il redescend en deuxième division en 2014 après avoir fini 16e et dernier du championnat en 2013.

## Bilan saison par saison
| Saison | D1  | D2  | Points | J  | V  | N  | D  | B.P. | B.C. | Diff. |
| 1999   |     | 8e  | 35     | 26 | 10 | 5  | 11 | 43   | 42   | +1    |
| 2000   |     | 7e  | 34     | 26 | 10 | 4  | 12 | 45   | 42   | +3    |
| 2001   |     | 9e  | 40     | 30 | 10 | 10 | 10 | 45   | 54   | -9    |
| 2002   |     | 4e  | 58     | 30 | 18 | 4  | 8  | 64   | 36   | +28   |
| 2003   |     | 5e  | 55     | 30 | 16 | 7  | 7  | 55   | 41   | +14   |
| 2004   |     | 12e | 37     | 30 | 11 | 4  | 15 | 52   | 54   | -2    |
| 2005   |     | 4e  | 56     | 30 | 17 | 5  | 8  | 52   | 41   | +11   |
| 2006   |     | 4e  | 51     | 30 | 15 | 6  | 9  | 64   | 47   | +17   |
| 2007   |     | 10e | 35     | 30 | 8  | 11 | 11 | 34   | 52   | -18   |
| 2008   |     | 5e  | 51     | 30 | 15 | 6  | 9  | 47   | 33   | +14   |
| 2009   |     | 2e  | 56     | 30 | 16 | 8  | 6  | 61   | 32   | +29   |
| 2010   | 14e |     | 27     | 30 | 7  | 6  | 17 | 28   | 62   | -34   |
| 2011   |     | 1er | 57     | 30 | 16 | 9  | 5  | 61   | 28   | 33    |
| 2012   | 13e |     | 33     | 30 | 7  | 12 | 11 | 30   | 42   | -12   |
| 2013   | 16e |     | 29     | 30 | 6  | 11 | 13 | 34   | 47   | -13   |

## Entraineurs
Liste des entraineurs depuis 2001.